# 化城強制收容所
化成強制收容所是在朝鮮的政治犯勞改營，正式名稱是化成第十六號管理所，又名化成政治犯收容所。

## 位置
化成強制收容所位于化成郡，属于朝鮮咸镜北道。这座集中营坐落在化城河上游的一个偏僻的小山沟。其位于万塔山（Mantap-san，高2205米）中，渔郎川（Orangchon）河谷旁。

## 簡介
化成強制收容所是一個終身監禁的集中營，犯人沒有任何被釋放的機會 。从卫星照片中可以看到该集中营的瞭望塔、道路和栅栏。该集中营面積約549平方公里，是朝鮮面積最大的集中营。有約10000個囚犯，很多金正日的朝鮮勞動黨黨內競爭對手與他們的家人被关押于该集中营。集中营内的囚犯主要是：对金氏家族世襲进行批評者、出身成分制度确定的敌对阶级、日韩并合时期朝鲜总督府相关者及他們的日本人妻、南北韓战争时期逃往日本者。

## 目的
化成強制收容所的主要目的是為了把政治上最不可靠的人從朝鮮社會中完全隔離，而終身囚禁於集中營的原因是防止與金氏家族有政治權力鬥爭的朝鮮勞動黨員、其家屬和其他反對者建立一套反金氏家族的勢力，以確保金日成主義得以繼續執行。此外，這些囚犯經常會被利用作艱苦和危險的工業（如挖礦、伐木）的勞動，囚犯甚至还会受到身體上的虐待以至死刑，該集中營的生活環境和人權情況與昔日朝鮮的另一個終身勞改集中營勝湖里集中營不相伯仲。满塔坡峰位于朝鲜核试验区東方2公里（1.2英里）处。一些叛逃者或者消息人士得知政治犯被獄警強迫為核試場地挖隧道，建設核武地下設施和在朝鮮政府核試地點豐溪里核試驗場的充满核辐射的场所中環境強制劳动。

## 人權
目前只有少數犯人可以離開集中營，所以只有少數證人的證詞。據2007年報告有囚犯集体越獄，但大多數逃犯很快就被集中營守衛抓獲。
而有關化成強制收容所的信息非常有限，因為化成強制收容所一直是嚴格控制和監視任何人靠近或進入參觀。當中一名不明身份的青少年說，他在13歲時與全家人一起被送到集中營服刑。他目睹了他的父親被獄警不斷毆打，他的母親和姐妹被集中營保安人員強姦。另外來自化成強制收容所附近地區村莊的居民聽說了集中營內各種可怕的事情，但是他們至今從未被獄警允許靠近該集中營範圍。
一名化名的集中營保安守衛李先生在接受大赦國際採訪時介紹了執行囚犯的方法。他目睹了囚犯被迫挖出自己的墳墓，其後獄警用錘擊打死他們的脖子。他還目睹集中營長扼殺被拘留的囚犯，然後再用木棍打死他們。據了解，幾名婦女囚犯被集中營人員強姦，強姦後便秘密對她們執行死刑。

## 囚犯（目击证人）
目前只有少數囚犯能从这个集中营逃脱（除了身份不明的少年，沒有前囚犯被認為提供了直接證據，他們可能怕他們的家人會被連坐）。
- 李先生（為他的安全其的全名不得不隐去，他20世紀80年代—90年代中期在化城）是在營警衛人員主管。[來源請求]